# Matthias Walkner

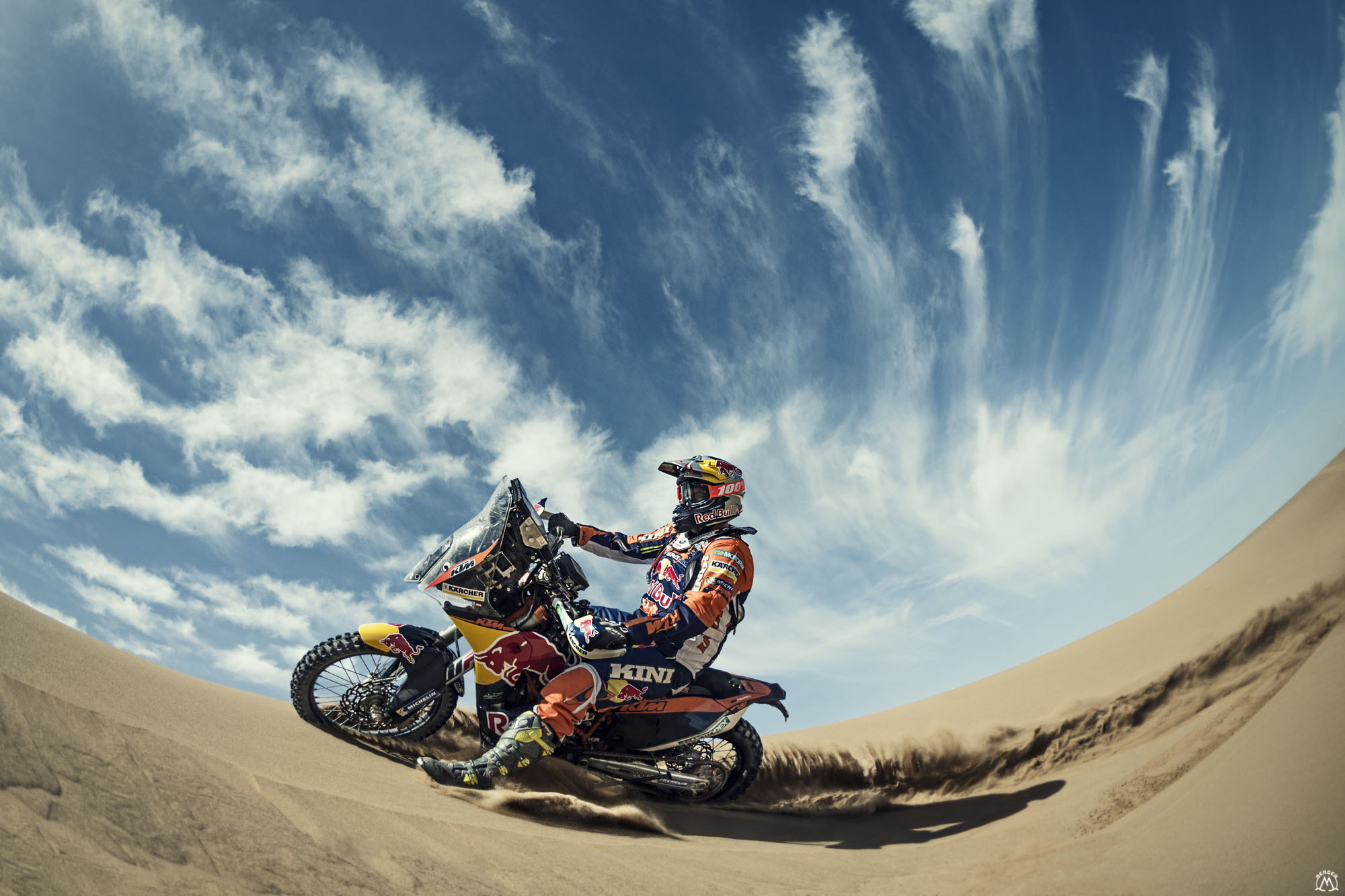
Matthias Walkner tijdens het FIM Cross-Country Rallies World Championship 2018

Matthias Walkner (Kuchl, 1 september 1986) is een Oostenrijks motorcrosser.
Walkner is sinds 2004 verbonden aan Red Bull KTM Factory Racing. In 2012 werd hij kampioen in de MX3-klasse. Vanaf 2014 ging hij ook rallys rijden. Op een KTM 450 Rally debuteerde Walkner in de Dakar-rally 2015. Hij won een etappe maar reed de rally niet uit. Ook de Dakar-rally 2016 reed hij niet uit, maar in de Dakar-rally 2017 werd hij tweede in het eindklassement. Walkner won de Dakar-rally 2018 en won tevens een etappe. In de Dakar-rally 2019 won hij twee etappes maar eindigde als tweede. In de Dakar-rally 2020 werd hij vijfde. Walkner won het FIM Cross-Country Rallies World Championship 2015, de Sardegna Rally Race 2015 en de  Rallye OiLibya du Maroc 2017. Hij was gastrijder in de Porsche Supercup.